# Піку (Румунія)
Піку (рум. Picu) — село у повіті Горж в Румунії. Входить до складу комуни Іонешть.
Село розташоване на відстані 211 км на захід від Бухареста, 50 км на південь від Тиргу-Жіу, 41 км на північний захід від Крайови.

## Населення
За даними перепису населення 2002 року у селі проживали 413 осіб, усі — румуни. Усі жителі села рідною мовою назвали румунську.